# 夏爾·當克拉
讓·巴蒂斯特·夏爾·當克拉（法語：Jean Baptiste Charles Dancla，法語發音：[ʒɑ̃ batist ʃaʁl dɑ̃kla]；1817年12月19日—1907年10月10日），法國小提琴家、作曲家、教師。

## 生平
當克拉在巴涅尔德比戈尔出生。9歲時，彼得·羅德聽到他的演奏，大為驚艷，旋即向貝洛、凱魯比尼、克羅采（皆是當時重要的音樂家）推薦這位天賦異稟的音樂家。在此安排下，當克拉前往巴黎音樂院，向貝洛學習，另外也向阿莱维學習作曲。1830年當克拉聆聽了帕格尼尼的演奏，自此深受其影響。另外，當時在法國樂壇很有影響力的维厄当，對於早期的當克拉亦有相當程度的啟發。1835年起，丹克拉在巴黎歌劇院擔任獨奏家，不久後成為樂團首席。1857年他回到巴黎音樂院任教。當克拉是一位成功的教師，自此從事教學超過三十五年之久。他在法属突尼斯的突尼斯市過世。

## 作品節選
- 小提琴协奏曲
- 弦乐四重奏
- 弦乐三重奏
- 小提琴二重奏
- 变奏曲，作品。 89 小提琴（六首曲子中的每一首曲子都基于不同作曲家的主题：帕齐尼、罗西尼、贝里尼、多尼采蒂、魏格和梅尔卡丹特）。
- 变奏曲，作品。 118 小提琴（关于Montecchi e I Capuletti的主题； La Straniera ， Norma ， La Sonnambula ， Les Puritains ， Le Carnaval de Venise ）。

## 個人生活
夏爾·當克拉有兩個弟弟，也從事音樂。大提琴家阿諾·丹克拉（1819年生）著有不少演奏教程，利奧波德·丹克拉（1822年生）也是一位小提琴家。

## 外部連結
- 查尔斯·丹克拉：他的生平与时代
- 夏爾·當克拉的免费乐谱，由国际乐谱典藏计划提供
- 丹克拉的作品。 44 No. 4 钢琴三重奏乐谱和来自 Sibley 音乐图书馆数字乐谱收藏的部分